# Hans Fittko
Johannes Kurt Adolf Fittko (genannt Hans, später in den USA John, * 16. Mai 1903 in Finsterwalde; † 15. September 1960 in Oak Forest (Illinois)) war ein deutscher Journalist, Kommunist und Fluchthelfer über die Pyrenäen von  Frankreich nach Spanien.

## Leben
Hans Fittko stammte aus einer kinderreichen sorbischen Arbeiterfamilie, die seit langem in Berlin-Spandau ansässig war. Nach dem frühen Tod seines Vaters musste er die Schule verlassen, um zu arbeiten, im Obst- und Gemüseladen seiner Mutter, als Botenjunge, in der Fabrik oder auf dem Bau. Mit 17 begann er, sich parteipolitisch zu engagieren, in der KPD, KAPD, der Allgemeinen Arbeiter-Union und dem Spartakusbund, Ortsgruppe Spandau, bevor er 1930 wieder zur KPD zurückkehrte. Dies führte zum Bruch mit seinem Mentor und zeitweiligen Arbeitgeber, Franz Pfemfert, dem Herausgeber der Zeitschrift Die Aktion, für die er gelegentlich kleine Beiträge schrieb. Für kurze Zeit war er Geschäftsführer des Spartakus-Verlages, dessen Manuskripte er in Zürich drucken ließ. In dieser Funktion wurde er 1928 wegen „Vorbereitung zum Hochverrat“ angeklagt. In seinem Verlag war nämlich ein Band mit Gedichten des expressionistischen Lyrikers Oskar Kanehl erschienen, den die Staatsanwaltschaft als „Beschimpfung der republikanischen Staatsform“ ansah. Fittko distanzierte sich in diesem Prozess von Kanehl und gab an, dessen Buch gar nicht zu kennen. Kanehl, in dessen Wohnung immer wieder Razzien stattfanden, sprang am 28. Mai 1929 in den Tod.
1930 wurde Fittko „Politleiter“ der KPD in Berlin-Spandau, wo er großes Ansehen genoss. Dass er nach der „Machtergreifung“ als „intellektueller Urheber“ eines Mordes an einem SA-Mann angeklagt und zum Tode verurteilt worden sein soll, wurde zwar von seiner späteren Frau Lisa Fittko mehrfach angegeben, ist aber nicht zu belegen.
In Prag, der ersten Station seines Exils, setzte die KPD ihn für „Grenzarbeit“ ein. Unter dem Decknamen „Stephan“ hatte er illegale Schriften, Instrukteure und Kader über das Riesengebirge und Erzgebirge nach Deutschland zu bringen oder umgekehrt politisch Verfolgten zur Flucht zu verhelfen. In einem Wohnheim der Partei lernte er Lisa Lewin, geb. Ekstein, die spätere Lisa Fittko kennen, die wie er der KPD angehörte und im Sommer 1933 aus Berlin geflohen war. Sie war von der Partei für die Schulung der jugendlichen politischen Flüchtlinge eingesetzt worden, wofür sie ihre Anweisungen von der Kommunistischen Jugendinternationalen in Paris erhielt.
Als Fittko von der tschechoslowakischen Regierung auf Lebenszeit ausgewiesen wurde, weil er in Schlägereien mit Einheimischen verwickelt war, ließen sie sich zum Schein durch einen Rabbiner trauen, obwohl Fittko nicht-jüdisch war und Lisa Lewin trotz der jüdischen Herkunft ihrer Familie keinen Bezug zum jüdischen Glauben hatte. Fittko ging Ende 1934 in die Schweiz, wo er als Grenzstellenleiter in Basel eingesetzt wurde. Sie folgte ihm einige Monate später. Seine Aufgaben bestanden darin, Arbeiter aus dem Grenzgebiet für Industriespionage anzuwerben und sie mit Illegalen Zeitungen, Büchern, Kassibern und Munition nach Deutschland zu schicken, wo sie häufig von der Gestapo verhaftet wurden. Das erklärte Ziel war, den Faschismus zu besiegen und geheime Kriegspläne des Hitler-Regimes zu enthüllen. Sein Netzwerk war jedoch schon bald völlig zerschlagen, sodass er die Schweiz verlassen und nach Amsterdam gehen musste.
Dort sollte er ähnliche Arbeiten verrichten wie in Basel, aber die Partei verlor das Vertrauen in ihn und schloss ihn 1937 als „Abweichler“ aus. 1938 flüchtete das Paar nach Paris, wo sich bereits die Eltern, der Bruder und die Schwägerin von Lisa Lewin aufhielten. Als parteilose Flüchtlinge schlugen sie sich mit Gelegenheitsarbeiten durch, ständig in der Angst, durch die französische Fremdenpolizei ausgewiesen zu werden.
Nach Beginn des Zweiten Weltkrieges wurden alle wehrfähigen „Männer des Deutschen Reiches“, die sich in Frankreich aufhielten, interniert, darunter auch Fittko. Zusammen mit Walter Benjamin, Hans Sahl, Hermann Kesten und anderen prominenten Emigranten kam er in ein Lager in Nevers an der Loire, einer Kleinstadt zwischen Paris und Lyon. Die Frauen wurde im Mai 1940 interniert, nachdem die deutsche Wehrmacht die französische Front bei Sedan durchbrochen hatte. Lisa Lewin kam für einige Wochen ins Lager Gurs am Nordrand der Pyrenäen, von wo sie Ende Juni wieder floh. Auch Hans Fittko gelang es, seinem Lager zu entkommen.
Auf verschiedenen Fluchtwegen gelangten die beiden nach Montauban, wo sie im Hochsommer wieder zusammenfanden. In der Hoffnung, ein Visum zu erhalten, fuhren sie gemeinsam nach Marseille, einer beliebten Anlaufstelle für Flüchtlinge, wo sich neben dem US-amerikanischen Konsulat viele weitere ausländische Vertretungen befanden.
Auf Umwegen kamen sie in Kontakt mit dem US-Amerikaner Varian Fry und dessen Fluchthilfeorganisation Emergency Rescue Committee, für das sie die Aufgabe übernahmen, Menschen, die durch die Besatzer und das Vichy-Regime bedroht waren, über die Grenze nach Spanien zu führen. Walter Benjamin war einer der ersten Klienten, die Lisa Lewin im September 1940 über die Pyrenäen, führte, unterstützt vom sozialistischen Bürgermeister des Ortes Banyuls-sur-mer, der sie mit Wegskizzen und Proviant ausstattete. Erschöpft und entmutigt nahm Benjamin sich jedoch am Tag nach seiner Ankunft in Portbou das Leben. Später führten sie noch viele weitere Emigranten über die Grenze, z. B. den Judaisten und Heine-Forscher Hugo Bieber und dessen Frau, Hans Emil Hirschfeld, Pressereferent des ehemaligen Innenministers Carl Severing, den Journalisten und Arbeiterdichter Robert Grötzsch, zwei Sekretärinnen der Exil-SPD „Sopade“ und andere mehr, deren Namen nicht mehr bekannt sind, da aus Angst vor der Gestapo keine Listen angelegt wurden. Deshalb schwanken auch die Angaben über die Anzahl ihrer Klienten. Nach neueren Schätzungen waren es „mehr als 250“, nach anderen „Hunderte“ oder nur 45. Einige Flüchtlinge, darunter der Herausgeber des Pariser Tageblatts Georg Bernhard und der kommunistische Rechtsanwalt Arthur Wolff, überwarfen sich schon in Banyuls-sur-mer mit dem sehr lauten und selbstbewussten Hans Fittko und gelangten auf anderen Wegen nach Spanien. Im März 1941 führte das Paar noch Gruppen britischer Soldaten über die Pyrenäen, die nach der „Operation Dynamo“ in Frankreich festgesessen hatten. Damit endete ihre Arbeit als Fluchthelfer, die ihnen auf Dauer zu gefährlich geworden war. Sie wiesen noch einen Nachfolger ein und begaben sich nach Cassis in der Nähe von Marseille, um auf ein kubanisches Visum zu warten, das ihnen vom Emergency Rescue Committee versprochen worden war.
Am 11. November verließen sie an Bord der SS Colonial Lissabon und erreichten etwa 14 Tage später Havanna. Hans Fittko ist auf der Passagierliste unter der Position 68 als Johannes Fittko aufgeführt, während Lisa als Elisabeth Levin reiste (Position 195), unter dem Nachnamen aus ihrer 1932 geschlossenen Scheinehe mit Gabriel (Gabo) Lewin, durch die sie die deutsche Staatsbürgerschaft erhalten hatte.
Nach der Ausschiffung wurden die beiden wie viele andere Flüchtlinge auch im Internierungslager Tiscornia festgehalten, bevor sie nach etwa 10 Tagen in dem von Emigranten bewohnten Hotel Máximo Unterschlupf fanden. Mit Unterstützung verschiedener Komitees fanden sie bald eine Wohnung im Stadtteil Vedado. Die mehrsprachige Lisa Lewin arbeitete für kurze Zeit in einem jüdischen Flüchtlingszentrum, dann als Sekretärin und Übersetzerin bei verschiedenen Arbeitgebern; Hans Fittko nahm eine Stellung als Diamantenschleifer an, eine schwere Arbeit, die ihm gesundheitlich nicht bekam, so wenig wie das tropische Klima und die Ernährung. Er wurde schwer krank und musste mehrmals operiert werden, ohne dass eine eindeutige Diagnose gestellt werden konnte. Während der Zeit seiner Krankheit arbeitete er an einem autobiographischen Roman-Manuskript, „Troublemaker for Freedom and Peace“, in dem er seine Erlebnisse im NS-Staat und in Frankreich verarbeitete. Es ist nie veröffentlicht worden.
Kurz vor Ende des Zweiten Weltkrieges, am 3. Mai 1945, heirateten Lisa Lewin und Hans Fittko vor der Stadtrichterin von Havanna. Lisa gab an, verwitwet zu sein, obwohl ihr Ehemann Gabo Lewin noch lebte, in einem Straflager auf der sibirischen Halbinsel Kolyma, wohin er von einem stalinistischen Gericht wegen angeblicher „Spionage für Deutschland“ verbannt worden war. Lisa Lewin wusste von diesem Aufenthalt nichts. Sie hatte ihn, einen Genossen aus dem kommunistischen Jugendverband, 1932 in Berlin geheiratet, um der Ausweisung in ihr Herkunftsland Österreich zu entgehen.
Nach dem Krieg stellte sich für die Fittkos die Frage, wo sie künftig leben sollten, auf Kuba, wieder in Frankreich, in Deutschland oder Amerika. Lisa wäre gern auf Kuba geblieben, aber Hans Fittko zog es zurück nach Deutschland zu seiner Familie und zum Grab seiner Mutter, die im Oktober 1939 gestorben war. Doch Lisa traute dem „herrlichen Frieden“ in Europa nicht und wollte nicht zurück in das „Land der Mörder“.
Also begaben sich die Fittkos, wie sie nun offiziell hießen, im Juni 1948 mit einem amerikanischen Visum nach Chicago, wo schon Lisas Bruder mit seiner Familie lebte und wohin auch ihre Eltern bald nachkommen würden, die den Holocaust in Cassis überlebt hatten, weil sie von hilfreichen Einheimischen versteckt worden waren. Varian Fry hatte persönlich für die Fittkos gebürgt, dabei aber ihre frühere KPD-Zugehörigkeit verschwiegen und sie als „Sozialdemokraten“ ausgegeben. Dies war notwendig, weil der amtierende Präsident, Harry S. Truman, ein überzeugter Kommunistenfeind war und sie sonst nie hätte einreisen lassen.
Aufgrund ihrer Sprachkenntnisse und beruflichen Erfahrung konnte sich Lisa Fittko in Chicago schnell integrieren, während Hans Fittko anstrengende Hilfsarbeiten machen musste. Als Ursache seiner anhaltenden gesundheitlichen Probleme wurde ein Aneurysma im Gehirn festgestellt, das in einer Privatklinik entfernt wurde. Doch auch danach wurde er nie mehr richtig gesund und musste seine letzten Lebensjahre in einem Heim verbringen, wo er am 15. September 1960 im Alter von 57 Jahren starb.

## Ehrungen
Hans Fittko wurde im Jahr 2000 posthum mit der Yad-Vashem-Medaille und einer Ehrenurkunde als Gerechter unter den Völkern geehrt. Die Auszeichnung nahm seine Witwe Lisa Fittko im Juli des Jahres in Chicago entgegen.
An der Stelle, wo der durch die Fittkos zur Fluchthilfe genutzte Weg in Banyuls-sur-Mer beginnt (die damals nach den Fittkos benannte „F-Route“ von Banyuls über Cerbère in das spanische Portbou), wurde im Januar 2001 für Hans und Lisa Fittko eine Gedenkstätte errichtet. Seit dem 24. Juni 2007 heißt dieser Weg offiziell „Chemin Walter Benjamin“ und ist als historischer Wanderweg markiert.